# Heinrich Schönfeld
Heinrich „Beppo“ Schönfeld (3. srpen 1900 Kluž – 3. září 1976 Toronto) byl rakouský fotbalový útočník i brankář a později trenér.

## Kariéra
Narodil se v Kluži v Rakousku-Uhersku (dnešním Rumunsku) v německé rodině. První zápasy odehrál na pozici brankáře v rakouském týmu Rudolfshügel v roce 1916. V roce 1923 jej do Turína přivedl trenér Karl Stürmer. V sezoně 1923/24 vstřelil ve 20 utkání 22 branek, což bylo nejvíce v lize. V následující sezoně se trefil jen jednou a tak sezonu 1925/26 začal hrát již za Inter. Po roce strávené u Nerazzurri se vrátil do Rakouska a za několik měsíců již hrál ve Spojených státech. Kariéru ukončil v roce 1930.
Po skončení fotbalové kariéry se vrátil do Itálie, kde působil jako trenér v Trapani a posléze v Catanzarese. Po druhé světové válce trénoval krátce v Rakousku a v roce 1952 spolu s manželkou odešli do Kanady.

## Hráčská statistika v Itálii
| Sezóna  | Klub             | Liga      | Liga   | Liga | Ligové poháry | Ligové poháry | Ligové poháry | Kontinentální poháry | Kontinentální poháry | Kontinentální poháry | Celkem | Celkem |
| Sezóna  | Klub             | Soutěž    | Zápasy | Góly | Soutěž        | Zápasy        | Góly          | Soutěž               | Zápasy               | Góly                 | Zápasy | Góly   |
| ------- | ---------------- | --------- | ------ | ---- | ------------- | ------------- | ------------- | -------------------- | -------------------- | -------------------- | ------ | ------ |
| 1922/23 | Libertas Firenze | 2. Divize | 13     | 15   | -             | 0             | 0             | -                    | 0                    | 0                    | 13     | 15     |
| 1923/24 | Turín            | 1. Divize | 20     | 22   | -             | 0             | 0             | -                    | 0                    | 0                    | 20     | 22     |
| 1924/25 | Turín            | 1. Divize | 10     | 1    | -             | 0             | 0             | -                    | 0                    | 0                    | 10     | 1      |
| 1925/26 | Inter            | 1. Divize | 14     | 9    | -             | 0             | 0             | -                    | 0                    | 0                    | 14     | 9      |
| Celkem  | Celkem           | Celkem    | 43     | 38   | -             | 0             | 0             | -                    | 0                    | 0                    | 43     | 38     |

## Hráčské úspěchy

### Individuální
- 1x nejlepší střelec v lize (1923/24)